# Giulio Verocai
Giulio Verocai (Cortina d'Ampezzo, 31 marzo 1942) è un ex hockeista su ghiaccio italiano.
Giocatore della Sportivi Ghiaccio Cortina vince 11 volte il campionato italiano di hockey su ghiaccio (1959, 1961, 1962, 1964, 1965, 1966, 1967, 1968, 1970, 1971, 1972) ed arriva per tre volte in secondo.
Ha partecipato nel 1964 ai XIV Giochi olimpici invernali di Innsbruck, Austria, qualificandosi al 15º posto.